# ریزمغذی

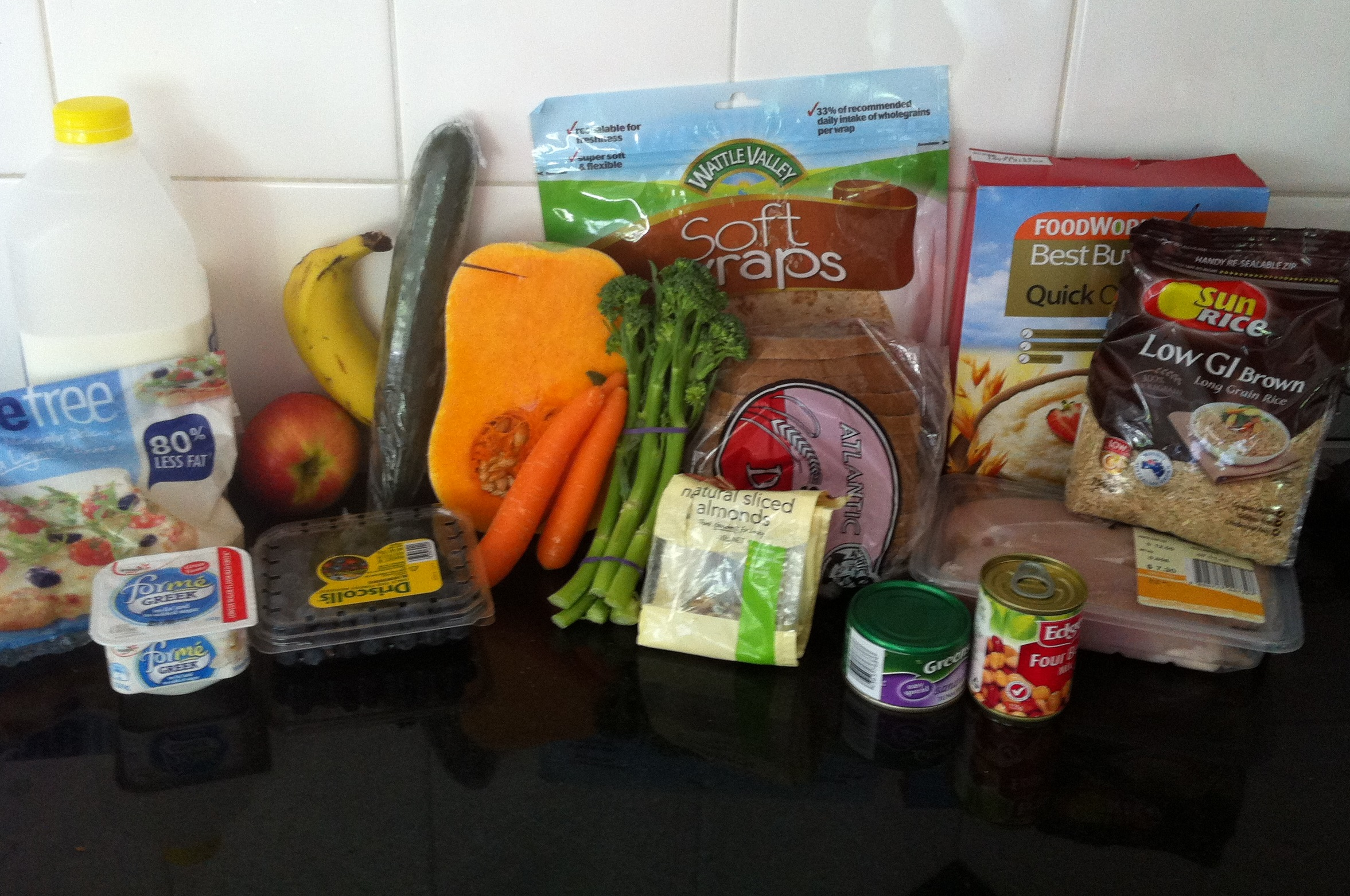
انواع زیر مغذی های سالم

ریزمغذی‌ها مواد مغذی ضروری هستند که توسط جانداران در مقادیر مختلف در طول زندگی برای تنظیم طیف وسیعی از عملکردهای فیزیولوژیکی برای حفظ سلامت مورد نیاز هستند. نیازهای ریزمغذی بین جانداران، متفاوت است. برای مثال، انسان و سایر جانوران به ویتامین‌ها و مواد مغذی معدنی متعددی نیاز دارند، در حالی‌که گیاهان تنها به مواد معدنی خاصی نیاز دارند. برای تغذیه انسان، نیاز به ریزمغذی‌ها معمولاً کمتر از ۱۰۰ میلی‌گرم در روز است، در حالی‌که درشت مغذی‌ها به مقدار گرم در روز مورد نیاز هستند.
مواد معدنی برای انسان و سایر جانوران شامل ۱۳ عنصر است که از خاک سرچشمه می‌گیرند و مانند کلسیم و آهن توسط موجودات زنده تولید نمی‌شوند. ریزمغذی‌های مورد نیاز جانوران همچنین شامل ویتامین‌ها می‌شود که ترکیبات آلی مورد نیاز در مقادیر میکروگرم یا میلی‌گرم هستند. از آن‌جایی که گیاهان منشأ اولیهٔ مواد مغذی برای انسان و جانوران هستند، برخی از ریزمغذی‌ها ممکن است در سطوح پایینی باشند و کمبود آن‌ها در صورت ناکافی بودن دریافت از رژیم غذایی رخ می‌دهد، آن‌گونه که در مبتلایان به سوءتغذیه اتفاق می‌افتد.
یک پودر ریزمغذی چندگانه حاوی دست‌کم آهن، روی و ویتامین آ به فهرست داروهای ضروری سازمان جهانی بهداشت در سال ۲۰۱۹ افزوده شد.

## انسان
در اجلاس جهانی کودکان در سال ۱۹۹۰، کشورهای حاضر، کمبود دو ریزمعدنی و یک ریزمغذی شامل ید، آهن و کمبود ویتامین آ را به‌عنوان یکی از رایج‌ترین مخاطرات سلامت عمومی در کشورهای در حال توسعه شناسایی کردند. اجلاس، اهدافی را برای رفع این کمبودها تعیین کرد. ابتکار ریزمغذی‌ها در اتاوا در پاسخ به این چالش با مأموریت انجام تحقیقات و تأمین مالی و اجرای برنامه‌ریزی ریزمغذی‌ها شکل گرفت.
با رشد برنامه‌ریزی پیرامون این ریزمغذی‌ها، تحقیقات جدید در دههٔ ۱۹۹۰ منجر به اجرای برنامه‌های مکمل اسید فولیک و روی نیز شد.
برنامه‌های اولویت‌دار شامل اختصاص مکمل ویتامین آ برای کودکان ۶ تا ۵۹ ماهه، مکمل روی به‌عنوان درمان بیماران دچار اسهال، مکمل آهن و اسید فولیک برای زنان در سنین باروری، یددار کردن نمک، غنی‌سازی مواد غذایی اصلی، پودرهای ریزمغذی متعدد، تقویت زیستی محصولات زراعی و آموزش تغذیهٔ رفتارمحور است.
شواهد با کیفیت پایینی وجود دارد مبنی بر این‌که غنی‌سازی مواد غذایی با ریزمغذی‌ها ممکن است خطر ابتلا به کم‌خونی و کمبود ریزمغذی‌ها را کاهش دهد، اما تأثیر نامشخصی بر قد و وزن کودکان وجود دارد. در همین حال، هیچ داده‌ای برای نشان دادن اثرات نامطلوب غنی‌سازی ریزمغذی‌ها وجود ندارد. غنی‌سازی آرد ذرت با آهن و سایر ویتامین‌ها و مواد معدنی، فواید نامشخصی در کاهش خطر کم‌خونی دارد.

### یددار کردن نمک
یددار کردن نمک استراتژی توصیه‌شده برای اطمینان از دریافت کافی ید برای انسان است. برای یددار کردن نمک، پتاسیم یدات را پس از تصفیه و خشک شدن و پیش از بسته‌بندی به نمک اضافه می‌کنند.
در سال ۱۹۹۰، کمتر از ۲۰ درصد از خانوارها در کشورهای در حال توسعه نمک یددار مصرف می‌کردند. تا سال ۱۹۹۴، مشارکت‌های بین‌المللی در یک کمپین جهانی برای یددار کردن نمک در جهان شکل گرفت. تا سال ۲۰۰۸، تخمین زده شد که ۷۲ درصد از خانواده‌ها در کشورهای در حال توسعه نمک یددار مصرف می‌کنند و تعداد کشورهایی که در آن‌ها اختلالات کمبود ید یک نگرانی بهداشت عمومی بود، از ۱۱۰ به ۴۷ کشور یعنی بیش از نصف کاهش یافت.

### مکمل ویتامین آ
در سال ۱۹۹۷، برنامه‌ریزی ملی مکمل‌سازی ویتامین آ هنگامی‌که کارشناسان برای بحث در مورد افزایش سریع فعالیت مکمل‌ها گرد هم آمدند، تقویت شد و طرح ریزمغذی‌ها، با حمایت دولت کانادا، آغاز به عرضه به یونیسف کرد.
در مناطقی که کمبود ویتامین آ دارند، توصیه می‌شود که کودکان ۶ تا ۵۹ ماهه، دو دوز در سال دریافت کنند. در بسیاری از کشورها، مکمل ویتامین آ با ایمن‌سازی و رویدادهای بهداشتی به سبک کمپین ترکیب می‌شود.
تلاش‌های جهانی برای مکمل ویتامین آ، ۱۰۳ کشور دارای اولویت را هدف قرار داده‌است. در سال ۱۹۹۹، ۱۶ درصد از کودکان در این کشورها سالانه دو دوز ویتامین آ دریافت کردند. تا سال ۲۰۰۷، این میزان به ۶۲ درصد افزایش یافت.
ابتکار ریزمغذی‌ها با بودجهٔ دولت کانادا، ۷۵ درصد ویتامین آ مورد نیاز برای مکمل در کشورهای در حال توسعه را تأمین می‌کند.
غنی‌سازی غذاهای اصلی با ویتامین آ مزایای نامشخصی در کاهش خطر کمبود ویتامین آ در شرایط تحت بالینی دارد.

### نمک دوبار غنی‌شده
نمک دوبار غنی‌شده (DFS) یک راهکار سلامت عمومی برای رساندن آهن غذایی است. نمک دوبار غنی‌شده هم با ید و هم با آهن، غنی‌شده‌است. این فرایند، با پوشاندن ذرات آهن با چربی گیاهی برای جلوگیری از تعامل منفی ید و آهن، انجام می‌گیرد.

### کودهای غنی‌شده با ریزمغذی‌ها
بازده استفاده از کودهای غنی‌شده با ریزمغذی‌ها می‌تواند برای سلامت انسان و توسعهٔ اجتماعی و اقتصادی بسیار بالا باشد. پژوهش‌ها نشان داده‌است که غنی‌سازی کودها با ریزمغذی‌ها نه تنها بر کمبودهای رشد گیاهان، بلکه بر انسان و جانوران نیز از مسیر زنجیرهٔ غذایی تأثیر می‌گذارد. بانک جهانی در سال ۱۹۹۴ برآورد کرد که سوءتغذیهٔ ریزمغذی‌ها دست‌کم ۵ درصد از تولید ناخالص داخلی را برای اقتصادهای در حال توسعه هزینه می‌کند.

### روی
غنی‌سازی غذاهای اصلی به‌طور انحصاری با روی ممکن است سطح سرمی روی را در جمعیت، بهبود بخشد. اثرات دیگری مانند بهبود کمبود روی، بهبود رشد کودکان و افزایش ظرفیت کاری بزرگسالان یا میزان شاخص‌های خونی ناشناخته است.
افرادی که نان تهیه شده از گندم غنی‌شده با روی می‌خورند، افزایش قابل توجهی در میزان سرمی روی نشان می‌دهند، که نشان می‌دهد راهبرد کود روی، یک رویکرد امیدوارکننده برای رفع کمبود روی در انسان است.
در جایی‌که کمبود روی یک عامل محدودکننده است، کوددهی روی می‌تواند عملکرد محصول را افزایش دهد. تغذیهٔ متعادل محصولات کشاورزی که تمام مواد مغذی ضروری از جمله روی را تأمین می‌کند، یک استراتژی مدیریتی مقرون به صرفه است.

## گیاهان
حدود هفت مادهٔ مغذی ضروری برای رشد و سلامت گیاه وجود دارد که تنها در مقادیر بسیار کم مورد نیاز هستند. اگرچه آن‌ها در مقادیر کمی وجود دارند، اما همهٔ آن‌ها ضروری هستند:
- اعتقاد بر این است که بور در انتقال کربوهیدرات در گیاهان نقش دارد. همچنین به تنظیم متابولیک کمک می‌کند. کمبود بور اغلب منجر به از بین رفتن جوانه می‌شود.
- کلر برای اسمز و تعادل یونی لازم است. همچنین در فتوسنتز نقش دارد.
- مس جزء ساختار برخی از آنزیم‌ها است. از علائم کمبود مس می‌توان به قهوه‌ای شدن نوک برگ‌ها و کلروز اشاره کرد.
- آهن برای سنتز کلروفیل ضروری است، به همین دلیل است که کمبود آهن منجر به کلروز می‌شود.
- منگنز آنزیم‌های مهمی را فعال می‌کند که در تشکیل کلروفیل نقش دارند. در گیاهان کمبود منگنز باعث ایجاد کلروز بین رگبرگ‌ها می‌شود. در دسترس بودن منگنز تا حدی به پی‌اچ خاک بستگی دارد.
- مولیبدن برای سلامت گیاه ضروری است. مولیبدن توسط گیاهان برای تبدیل نیترات‌ها به اشکال قابل استفاده مورد استفاده است. برخی از گیاهان از آن برای تثبیت نیتروژن استفاده می‌کنند، بنابراین ممکن است لازم باشد که پیش از کاشت حبوبات به برخی از خاک‌ها اضافه شود.
- روی در تشکیل کلروفیل شرکت می‌کند و همچنین بسیاری از آنزیم‌ها را فعال می‌کند. علائم کمبود روی شامل کلروز و توقف رشد است.

### تقویت زیستی محصولات زراعی
تقویت زیستی گیاهان زراعی و بهبود سطوح ویتامین و مواد معدنی از طریق اصلاح نباتات در بسیاری از مناطق جهان برای رفع کمبود ریزمغذی‌ها در مناطق دچار فقر و سوءتغذیه استفاده می‌شود.